# مدرسه سباعیه
مدرسه سباعیه (انگلیسی: Al-Sibaiyah Madrasa) مدرسه تاریخی مربوط به قرن شانزدهم میلادی در دمشق، سوریه است.